# 木暮晋也
木暮 晋也（こぐれ しんや 1966年12月17日 ‐ ）は日本のギタリスト。大阪府出身。ヒックスヴィルのバンドマスター。

## 経歴
大阪で生まれ、小3から親の仕事の転勤により福島県郡山市に移住。高校1年時、エレクトリック・ギターとコンパクトカセットマルチトラック・レコーダーを購入後すぐ自宅録音でオリジナル曲を制作。学友らとエレクトロ・ポップユニットを結成するがすぐに解散。上京後1986年に宗像淳一、高桑圭、白根賢一とワウワウ・ヒッピーズを結成。ネオGSの中ではサイケデリック且つニュー・ウェーブな存在でジーザス&メリーチェイン初来日公演（インクスティック）の前座を務めるなど多くのライブを行ったがメンバーの脱退などにより短命で解散。ワウワウ・ヒッピーズのメンバーを母体とした形で1989年に真城めぐみ、中森泰弘、片寄明人、高桑圭、白根賢一らとロッテンハッツを結成。カントリー、モダン・フォーク、ジャグ・バンドなどアメリカンルーツミュージックを土台としたアコースティック・サウンドで登場。音楽性を広げながらアルバム3枚をリリース。1994年のロッテンハッツ解散後、真城、中森と共にヒックスヴィルを結成（片寄明人、高桑圭、白根賢一はGREAT3を結成）。同バンドでは作詞・作曲を多く手がけ、Sony Recordsから発売された1stアルバム「TODAY」はエバーグリーン・ミュージックと評され各所で話題に。3rdアルバム「マイレージ」には松本隆とかせきさいだぁが詞を提供。2000年には茂木欣一らとMariMari rhythmkiller machinegunを結成。2012年にはかせきさいだぁとのユニット「トーテムロック」の作品をリリース。近年はカフェやフェス、台湾などで自身のソロライブも行いながら、ギタリストとしてフィッシュマンズ、Original Love、小沢健二などのサポート・ギタリストとして活動中。セッション参加作ではスライドギターの演奏も多い。2015年には15年ぶりとなるヒックスヴィルのアルバムをリリースした。

## ディスコグラフィー
1987年
- ワウワウ・ヒッピーズ
  - 「Attack of...Mushroom People!」Blue Mayonnaise
  - 「MINT SOUND X'MAS ALBUM」ME AND BIG SILVER
  - 「IKASU!! NEO GS!GO!GO!LIVE!」レインボーパーク

1990年
- ワウワウ・ヒッピーズ「K」

1991年
- ロッテンハッツ「Rotten Hats」

1992年
- ロッテンハッツ「SUNSHINE」

1993年
- ロッテンハッツ「SMILE」

1995年
- ヒックスヴィル「RIDER」

1996年
- ヒックスヴィル「Today」

1997年
- ヒックスヴィル「サンセット・ブルヴァード」

1999年
- ヒックスヴィル「マイレージ」

2014年
- ヒックスヴィル
  - 「Song Recycle」（会場限定再録ベスト）
  - 「Welcome Back」

## 別ユニット ディスコグラフィー
2000年
- MariMari rhythmkiller machinegun 「us」

2001年
- MariMari rhythmkiller machinegun 「HEAD LIGHT,SUIT CASE～さすらいの秘密～」

2003年
- トーテムロック 「TOTEM ROCK ep」

2008年
- ヒックスヴィルと堂島孝平「一緒にうたおう!NHKみんなのうた~大人Ver.~ /南の島のハメハメハ大王」

2012年
- トーテムロック 「ホリデイ featuring 夢眠ねむ」（配信シングル）

2013年
- トーテムロック 「TOTEM ROCK ep+」（リマスター&「ホリデイ featuring 夢眠ねむ」追加収録）

## ギター参加作品
1994年
- 小沢健二「LIFE」

1995年
- フィッシュマンズ「Oh! Mountain」
- 高橋よしこ「CINNAMON」
- 沖野俊太郎「HOLD STILL-KEEP GOING」

1996年
- フィッシュマンズ「空中キャンプ」
- MariMari 「Everyday,Under the Blue Blue Sky」
- 市井由理「ジョイホリック」
- かせきさいだぁ「かせきさいだぁ」
- 東京スカパラダイスオーケストラ「トーキョー・ストラット」
- SATELLITE LOVERS「Sons of 1973」

1998年
- かせきさいだぁ「Sky Nuts」
- 都築恵理「freely」
- MariMari 「J」
- 高橋徹也「ベッドタウン」
- 佐藤聖子「Our Song」

1999年
- クラス・オブ・ザ・エイティーズ（オレンジ）「木暮晋也/ユー・スピン・ミー・アラウンド」

2000年
- Original Love「ビッグクランチ」

2001年
- 関美彦「SEX,LOVE&SEA」

2002年
- Original Love「ムーンストーン」
- 曽我部恵一「曽我部恵一」
- 初恋の嵐「初恋に捧ぐ」「Nothin'」
- SUGIURUMN「Life Ground Music」
- 柳田久美子「魔法のかけかた」
- Leyona「Niji」
- キタキマユ「ラタタ」
- TSUTCHIE「THANKS FOR LISTENING」
- Small Circle of Friends「太陽」
- 中村雅俊「虹の少女」

2003年
- Original Love「踊る太陽」
- アン・サリー「DAYDREAM」「MOON DANCE」「Hallelujah~Live2001-2003」
- 柳田久美子「手と手と温度」

2004年
- 櫛引彩香「mush☆room」

2005年
- 柳田久美子「笑顔が見える瞬間」

2006年
- スチャダラパー「CON10PO」
- DJ OZMA「アゲ♂アゲ♂EVERY☆騎士」「I ・PARTY PEOPLE」
- オーノキヨフミ「Country Map」

2007年
- 柳田久美子「ラヴ」
- サリー・ソウル・シチュー「宇宙でランデヴー」
- 堂島孝平楽団「堂島孝平楽団デビュー」

2008年
- GSワンダーランド・オリジナル・サウンドトラック「サウンド・トラック」
- 童謡のつづき「トーテムロック/証城寺の狸囃子〜証城寺の狸囃子のつづき」

2009年
- スチャダラパー「11」
- にほんのうた 第三集 「花」（木暮晋也・片寄明人・真城めぐみ）
- bonobos 「オリハルコン日和」
- LEO今井「Fit Of Love」「Word」「You Me Electricity」
- 伊藤フミオ「MIDAGE RIOT」

2010年
- 木村カエラ「5YEARS」
- タニザワトモフミ「まぼろし時計」
- 一十三十一「Letters」

2011年
- 竹中直人「竹中直人のオレンジ気分」
- 曽我部恵一「PINK」
- 高橋瞳「PICORINPIN」

2012年
- 小沢健二「小沢健二作品集「我ら、時」」
- Tokyo No.1 Soul Set「Grinding Sound」
- FISHMANS+「A Piece of Future」
- ヒダカトオルとフェッドミュージック「REPLICA」
- RED DIAMOND高橋幸宏トリビュート『What, Me Worry? ~ It's Gonna Work Out / WOW WOW HIPPIES(木暮晋也+高桑圭+白根賢一+LEO今井)』
- ホフディラン「2 PLATOONS」
- Original Love「Overblow Tour 2012 Live in Shibuya Club Quattro Live」

2013年
- やくしまるえつこ「RADIO ONSEN EUTOPIA」
- 竹達彩奈「apple symphony」
- 関美彦 「HAWAII」

2014年
- 小沢健二「小沢健二作品集「我ら、時」通常盤」
- 竹達彩奈「Colore Serenata」
- 吉澤嘉代子「幻倶楽部」
- ソウル・フラワー・ユニオン「アンダーグラウンド・レイルロード」
- 大島花子「柿の木坂」
- 鳥羽一郎「晩夏」

2015年
- 吉澤嘉代子「箒星図鑑」
- 木村竜蔵「碧の時代」
- Any「視線」

2016年
- 初恋の嵐「セカンド」

## 楽曲提供
- かせきさいだぁ
  - 「急げハリー!!」（作曲・編曲）
  - 「冬へと走りだそう」（作曲・編曲）
  - 「ディグ・ダグ・プーカ」（作曲・編曲）
- 高橋よしこ「Listen」（作曲）
- 岩下清香「霧の中で」（作曲）「いつの日にか」（作曲）
- HALCALI「フワフワブランニュー」（作曲・編曲）
- でんぱ組.inc
  - 「くちづけキボンヌ」（作曲・編曲）
  - 「冬へと走りだすお!」（作曲・編曲）
- スチャダラパー+木村カエラ「Hey! Hey! Alright」co-writing
- スチャダラパー「哀しみTurn it up」co-writing
- サーカス「新しい朝」（作詞・作曲）
- 市井由理
  - 「雲のように」（作詞・作曲・編曲）
  - 「サイダービーチは柑橘系」（作曲・編曲）
  - 「素敵なベイビー」（作曲・編曲）
- Original Love「13号室からの眺め」co-writing

## プロデュース
1996年
- 市井由理「ジョイホリック」

2009年
- LEO今井「TAXI」「Connector」「The Sweetest Day」

2015年
- Any「視線」
- 木村竜蔵「碧の時代」

## 編曲
- ブレッド&バター「HOT!CLOUD 9」2001年
- 有里知花「Oceans Of Love」2002年
- 柳田久美子「流星ビバップ」2007年
- ひいらぎ「かけら」2009年

## 舞台音楽
- ヨーロッパ企画
  - 「サーフィンUSB」2010年
  - 「ロベルトの操縦」2011年
  - 「ビルのゲーツ」2014年

## CM出演
- マガジンハウス（1997年）
- 七十七銀行（1997年）
- PlayStation（1998年）
- トヨタ・ラクティス（2005年）
- サンダンスリゾート（2010年）